# Bogdan Dziwosz

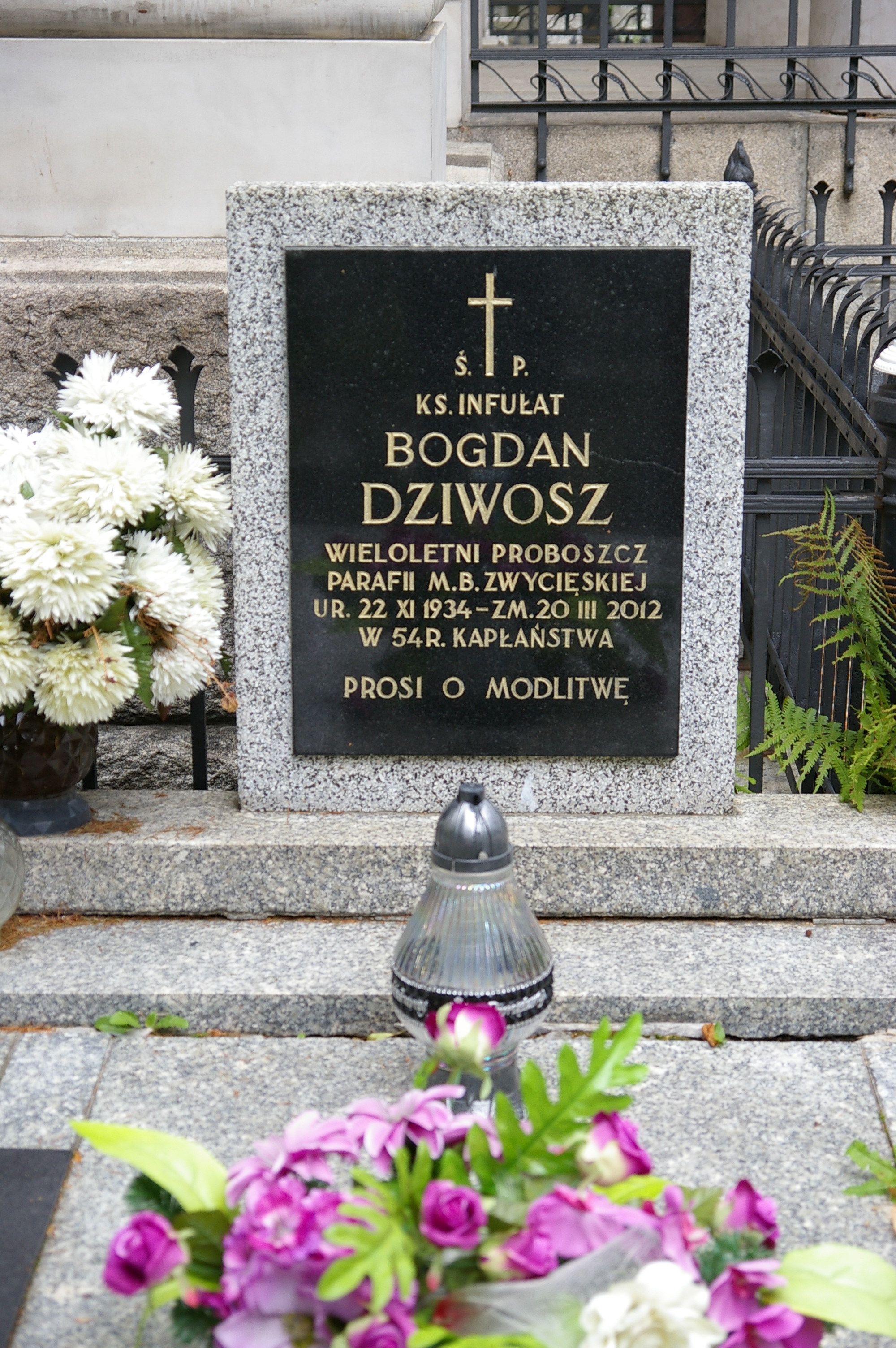
Nagrobek Bogdana Dziwosza na Starym Cmentarzu w Łodzi

Bogdan Dziwosz (ur. 22 listopada 1934 w Sosnowcu, zm. 20 marca 2012 w Łodzi) – polski duchowny katolicki archidiecezji łódzkiej, protonotariusz apostolski supra numerum, kanonik, dziekan dekanatu Łódź-Śródmieście i kustosz Sanktuarium Matki Boskiej Zwycięskiej w Łodzi, wykładowca liturgiki w Wyższym Seminarium Duchownym w Łodzi.

## Życiorys
Prowadził własną stronę internetową, w której zamieszczał bardzo szczegółowe informacje o łódzkim Kościele (m.in. dane historyczne, statystyczne, teleadresowe i dotyczące obsady personalnej parafii), nierzadko aktualniejsze nawet od oficjalnej witryny archidiecezji łódzkiej.
Święcenia kapłańskie przyjął 2 lutego 1958 w Rzymie. Następnie odbywał tam specjalistyczne studia muzyczne. Magistrem śpiewu gregoriańskiego został 20 czerwca 1961, zaś magistrem kompozycji 22 czerwca 1964.
W łódzkiej kurii był cenzorem publikacji religijnych, przewodniczącym Komisji ds. Liturgii i Muzyki Kościelnej oraz Komisji ds. Kultu Maryjnego i Sanktuariów.

## Tytuły i godności
- kanonik Archikatedralnej Kapituły Łódzkiej, 16 lutego 1996
- prałat honorowy, 27 lutego 1996
- protonotariusz apostolski, 5 kwietnia 2000